# Missing (singel Evanescence)
Missing to piosenka zespołu Evanescence. Został wydany 14 września 2004. jako demo na singlu Bring Me To Life. Ostatecznie wylądował w 2004 roku na płycie Anywhere But Home i został oficjalnie singlem.